# John Spilsbury
John Spilsbury (né en 1739, mort le 3 avril 1769) est un cartographe et graveur londonien.
Il est considéré comme l'inventeur du puzzle, qu'il a créé dans un objectif pédagogique en 1766, Il a collé une carte sur du bois et a découpé les frontières des pays à l'aide d'un couteau pour créer un casse-tête géographique. Ce genre de puzzle est devenu très populaire et a été utilisé pour aider les gens à apprendre la géographie, et qu'il appelait alors « Dissected maps », la première mention du terme « puzzle » datant de 1909.
Il est fait mention en 1763 de Spilsbury, John, graveur et découpeur de cartes en bois, pour faciliter l'apprentissage de la géographie.

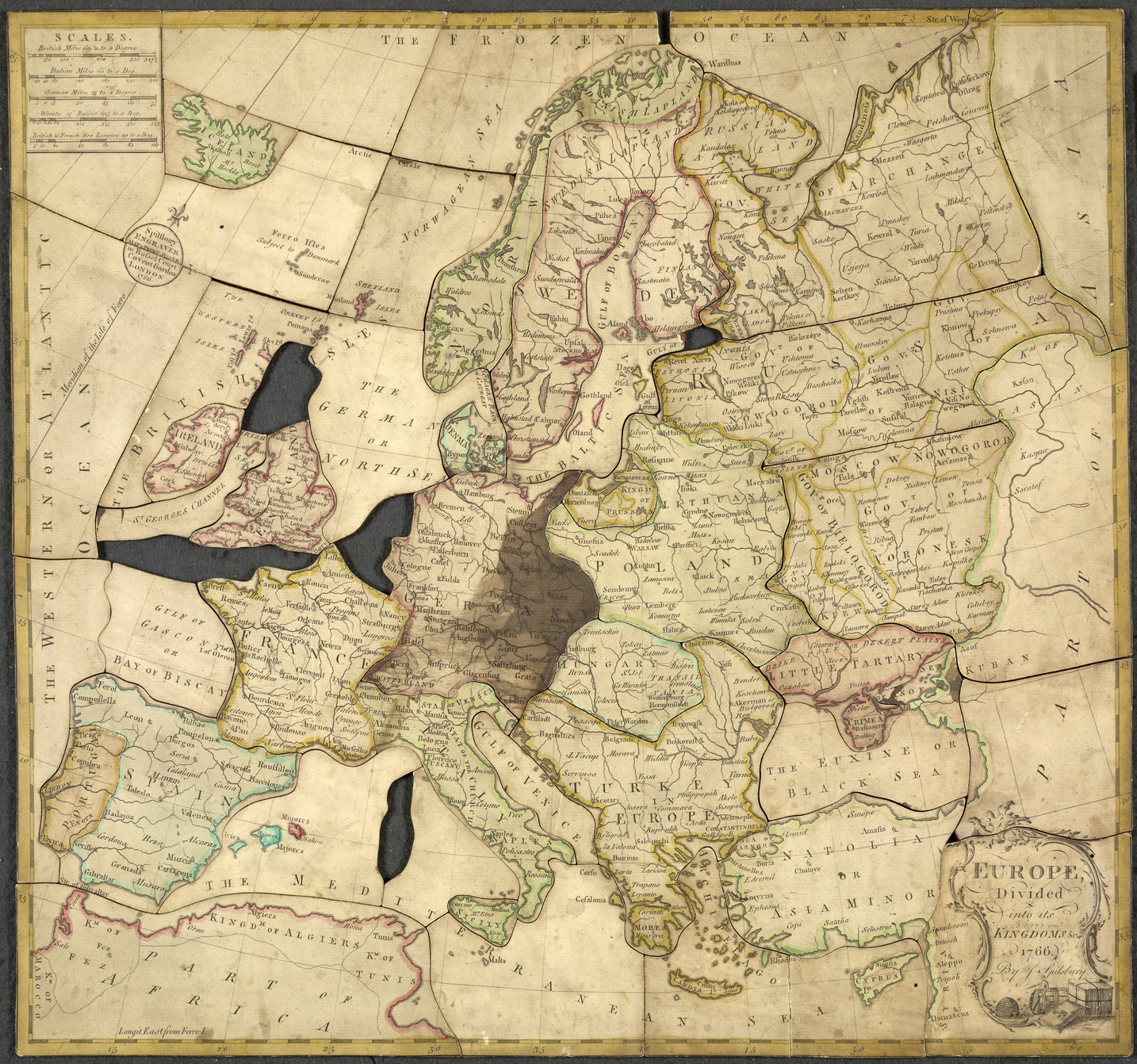
Un des premiers puzzles réalisés par John Spilsbury, daté de 1766.